# Wirt (Biologie)
Als Wirt bezeichnet man in der Biologie einen Organismus, der einen als Gast bezeichneten artfremden Organismus mit Ressourcen versorgt,  Wirtszellen können auch „unbelebten“ Viren, Viroiden oder Prionen als Wirt dienen. Je nach Art der Wirt-Gast-Beziehung kann der Wirt dem Gast Nahrung liefern, Schutz, Aufenthaltsort und die Möglichkeit zur Vermehrung oder Verbreitung gewähren. Ist die Beziehung zum beiderseitigen Vorteil, spricht man von Symbiose; erleidet der Wirt einen Nachteil, handelt es sich um Parasitismus, nutzt der Gast lediglich Nahrungsabfälle, besteht Kommensalismus. Als Wirte kommen Menschen, Tiere, Pflanzen, Algen und Pilze in Betracht. Zu den Gästen gehören nicht nur Mikroorganismen wie Bakterien, sondern auch Tiere, Pflanzen und Pilze. Der Wirt ist in aller Regel das größere Lebewesen.

## Nutzen oder Schaden
Die Wirt-Gast-Beziehung stellt eine Biozönose dar, in der sich die beiden Partner in unterschiedlicher Weise schädigen, nahezu unverändert lassen oder nützen können:
- Beim Parasitismus hält sich der Parasit zeitweise oder dauernd auf oder in einem artfremden und meist größerem Lebewesen (Wirt) auf, auf dessen Kosten er lebt, für den er also pathogene Eigenschaften besitzt. Der Parasit kann sich hierbei auch innerhalb der Zellen des Wirtes befinden (sogenannte Wirtszellen).
- Der Kommensalismus ist ein Biosystem, in dem ein Gast (Kommensale) vom Wirt profitiert, ohne diesen wesentlich zu beeinflussen.
- Im Mutualismus leben artfremde Organismen zum gemeinsamen Vorteil zusammen, jedoch ohne gegenseitige Abhängigkeit.
- Die Symbiose ist ein regelmäßiges Zusammenleben artfremder Organismen (Symbiont und Wirt), wobei sich beide Partner physiologisch ergänzen, nützen und aufeinander angewiesen sind. Das gilt beispielsweise bei Flechten oder für den Menschen hinsichtlich der Darmflora und Hautflora, die Teile seines Mikrobioms sind.

## Funktionen des Wirts
Der Wirt kann für den Gast eine oder mehrere verschiedene Funktionen erfüllen:

### Reservoirwirt
In ihm kann sich ein Reservoir von Erregern stetig oder zumindest über längere Zeit erhalten, ohne dass der Wirt hierdurch (wesentlich) beeinträchtigt wird.

### Endwirt
Der Endwirt wird auch als Definitivwirt bezeichnet. In ihm können sich die Erreger zu vermehrungsfähigen Stadien entwickeln. Beispielsweise werden bei Bandwürmern die Larven im Endwirt zu geschlechtsreifen Würmern, bei Viren entstehen mit Hilfe des Endwirts aus einzelnen nicht infektiösen Partikeln neue infektiöse Viren. Im Laufe der Evolution haben sich Erreger und Endwirt derart aneinander angepasst, dass der Gast den Endwirt nur so wenig schädigt oder zumindest so spät tötet, dass der Erreger sich bis dahin noch ausreichend im Endwirt vermehren kann. Dass beispielsweise die Todesrate des Marburgfiebers oder des Ebolafiebers beim Menschen extrem hoch ist, weist darauf hin, dass deren Erreger noch nicht an den Menschen angepasst sind, der Mensch für diese Erreger also nicht der Endwirt ist. Endwirte können weiter unterteilt werden in:
- Hauptwirt: In ihm oder an ihm wird der Erreger am häufigsten gefunden.
- Nebenwirt: Ein schlechter geeigneter Wirt als der Hauptwirt, der aber noch zur Vermehrung genutzt werden kann.
- Gelegenheitswirt: In ihm kann sich der Erreger zwar normal entwickeln; der Erreger bevorzugt aber andere Wirte.
- Zufallswirt: Der Zufallswirt wird auch als akzidenteller Wirt bezeichnet. Er wird so selten befallen, dass er epidemiologisch keine wesentliche Rolle spielt. Er kann zugleich Fehlwirt sein, oder aber in ihm ist eine Weiterentwicklung oder von ihm aus eine weitere Übertragung/Fortsetzung des Entwicklungszyklus möglich. Beispielsweise ist der Mensch für Toxoplasmen ein Zufallswirt und meist auch Fehlwirt.

### Fehlwirt
Der Fehlwirt wird auch als aberranter Wirt bezeichnet. In ihm ist eine Weiterentwicklung unmöglich und/oder von ihm aus kann der Erreger nicht von einem Endwirt aufgenommen werden. Zum Beispiel ist für den Fuchsbandwurm der Mensch ein Fehlwirt. Ein Zufallswirt kann zugleich ein Fehlwirt sein. Beispielsweise ist der Mensch für Toxoplasmen ein Zufallswirt und meist auch Fehlwirt.

### Zwischenwirt
Ein Zwischenwirt ist ein Organismus, der frühe Entwicklungsformen (beispielsweise Larvenform oder Jugendstadien eines Parasiten) in seinen Körper aufnimmt, diesen eine weitere Entwicklung (vor allem eine ungeschlechtliche Vermehrung und/oder Metamorphose) und schließlich die Übertragung auf einen anderen Organismus ermöglicht. Manche Parasiten oder Erreger haben mehrere verschiedene Zwischenwirte.

### Transportwirt
Der Transportwirt wird auch als paratenischer, Warte-, Stapel- oder Sammelwirt bezeichnet. Er beherbergt infektiöse Stadien eines Parasiten, die zum Teil wandern und verschiedene Organe befallen, sich aber weder vermehren noch strukturell weiterentwickeln können. Ein solcher Wirt dient dem Parasiten also lediglich als Vehikel. Der Parasit kann beispielsweise an Extremitäten des Transportwirtes haften oder unverändert den Darmtrakt passieren. Eine äußere Infizierung des Transportwirts reicht hier schon für eine Infektionsübertragung aus (Kontakt- oder Schmierinfektion). Beispiele hierfür sind Haus- und Stubenfliege, Schmeißfliege und andere Insekten. In der Regel trifft dieser Terminus nur auf Gliederfüßer zu. Transportwirte haben zwar eine große Bedeutung für die Epidemiologie einer Parasitose, da sie häufig zur geografischen Verbreitung eines Parasiten beitragen, für die Aufrechterhaltung seines Lebenszyklus sind sie aber nicht notwendig.

## Auswirkungen
Humanpathogene Krankheitserreger (beispielsweise aus dem Kot von Wildtieren stammend) können in Pflanzen allgemein über Wurzeln, Stängel, Blätter, Sprossen und Früchte eindringen und diese kontaminieren. Fraß oder Saugstiche von Insekten können ebenso Eintrittspforten sein.